# UFC Fight Night: Lamas vs. Penn
UFC Fight Night: Lamas vs. Penn (también conocido como UFC Fight Night 97) fue un evento planificado de artes marciales mixtas que iba a ser celebrado por el Ultimate Fighting Championship el 15 de octubre de 2016 en el Mall of Asia Arena en Pásay, Filipinas.

## Antecedentes
El evento en Pásay se suponía que era el segundo que la organización organizaba en Filipinas, siendo el primero UFC Fight Night: Edgar vs. Faber el 16 de mayo de 2015. Todo el evento se iba a retransmitir en directo a través de UFC Fight Pass.
Se esperaba que el combate de Peso Pluma entre el ex aspirante al título Ricardo Lamas y el ex Campeón de Peso Ligero y Peso Wélter de la UFC B.J. Penn fuera el evento principal. Sin embargo, el 4 de octubre, Penn se retiró del combate alegando una lesión. A su vez, la promoción anunció el 6 de octubre que había cancelado el evento por completo.
El resto de los luchadores de la tarjeta recibirán el dinero contratado para el espectáculo a pesar de no competir. Un comunicado de la UFC dijo que los luchadores de la tarjeta se volverán a reservar para futuros eventos, aunque no es seguro si los emparejamientos originales se mantendrán intactos. Esta fue la tercera vez, después de UFC 151 en septiembre de 2012, y UFC 176 en agosto de 2014 que la promoción decidió cancelar un evento debido a la falta de una pelea de alto perfil para llenar un lugar de evento principal.
El combate de Peso Ligero entre Damir Hadzovic y Yusuke Kasuya, programado inicialmente para el UFC 203, fue aplazado después de que Hadžović tuviera un problema con su visa de viaje. El emparejamiento fue reprogramado y se esperaba que tuviera lugar en este evento.
Se esperaba que Mehdi Baghdad se enfrentara a Jon Tuck en el evento. Sin embargo, Baghdad se retiró del combate a mediados de septiembre alegando una lesión y fue sustituido por el recién llegado a la promoción Alexander Volkanovski.